# Невидимі (фільм)
«Невидимі» (фр. Les Invisibles) — французький документальний фільм 2012 року, знятий режисером Себастьєном Ліфшицем. Прем'єра відбулася 20 травня 2012 року на 65-му Каннському міжнародному кінофестивалі. У 2013 році фільм отримав кінопремію «Сезар» у категорії за найкращий документальний фільм та низку інших фестивальних та професійних кінонагород .

## Сюжет
Фільми розповідає про долі жінок і чоловіків, що народилися між двома світовими війнами і яких об'єднує одне: усі вони геї і лесбійки. Вони не захотіли цього приховувати в той час, коли гомосексуальність відкидалася суспільством. Вони любили, боролися, бажали, займалися любов'ю. Перед камерою вони розповідають про своє життя, про небажання підкорятися, про прагнення бути як усі і необхідності знаходити особливі форми свободи. Ніщо не могло їх налякати.

## Визнання
| Нагороди та номінації фільму «Невидимі» | Нагороди та номінації фільму «Невидимі»     | Нагороди та номінації фільму «Невидимі»         | Нагороди та номінації фільму «Невидимі» | Нагороди та номінації фільму «Невидимі» | Нагороди та номінації фільму «Невидимі» |
| Рік                                     | Кінофестиваль/кінопремія                    | Категорія/нагорода                              | Номінант                                | Результат                               |                                         |
| --------------------------------------- | ------------------------------------------- | ----------------------------------------------- | --------------------------------------- | --------------------------------------- | --------------------------------------- |
| 2012                                    | Паризький ЛГБТ-кінофестиваль Chéries-Chéris | Гран-прі за найкращий документальний фільм      | Невидимі                                | Перемога                                |                                         |
| 2012                                    | Лондонський кінофестиваль                   | Приз Грієрсона                                  | Себастьєн Ліфшиц                        | Номінація                               |                                         |
| 2013                                    | Премія «Сезар»                              | Найкращий документальний фільм                  | Невидимі                                | Перемога                                |                                         |
| 2013                                    | Міланський ЛГБТ-кінофестиваль               | Гран-прі журі за найкращий документальний фільм | Невидимі                                | Перемога                                |                                         |
| 2013                                    | Золота зірка кіно                           | Найкращий документальний фільм                  | Невидимі                                | Перемога                                |                                         |